# Vincenzo Geraci
Vincenzo Geraci (Messina, 5 marzo 1891 – Selz, 21 ottobre 1915) è stato un militare italiano, decorato di Medaglia d'oro al valor militare alla memoria nel corso della prima guerra mondiale.

## Biografia
Nacque a Messina il 5 marzo 1891, figlio di Ignazio e e Giuseppina Aspa. Il 31 dicembre 1912 fu arruolato nel Regio Esercito per svolgere il servizio militare di leva, e frequentato il corso per Allievi ufficiali fu assegnato in servizio presso l'81º Reggimento fanteria con il grado di sottotenente di complemento. Svolse il servizio di prima nomina presso il 3º Reggimento fanteria, e poi riprese gli studi di giurisprudenza presso la facoltà dell'università di Messina. Fu richiamato in servizio attivo all'atto della mobilitazione generale del maggio 1915, in vista dell'inizio della guerra con l'Impero austro-ungarico, avvenuta il 24 dello stesso mese. Assegnato in servizio presso il 76º Reggimento fanteria della Brigata Napoli, raggiunse il reggimento al fronte, schierato oltre il corso dell'Isonzo, a nord-ovest del Monte Sabotino. In servizio presso la 1ª Compagnia del I Battaglione, si distinse nei duri combattimenti sul Monte Sabotino e sul Monte Sei Busi. Trasferito nel settore di Monfalcone per prendere parte alla terza battaglia dell'Isonzo il suo reparto era posizionato a quota 65 della Cave di Selz. Il 21 ottobre il suo battaglione ricevette l'ordine di attaccare i trinceramenti nemici posti in direzione del Cosich e del Debeli, convergendo sulla destra del Vallone di Selz. Effettuata la conversione, l'attacco raggiunse la linea dei reticolati e i fanti si addentrarono in essi cominciando a svellere i paletti di sostegno degli stessi a mani nude. Cadde, insieme a molti dei suoi uomini, colpito a morte da alcune raffiche di mitragliatrice, e il suo corpo venne recuperato solo il 18 novembre, venendo tumulato alle Cave di Selz. Decorato dapprima con una Medaglia d'argento al valor militare, con Decreto Luogotenenziale del 1 giugno 1916 tale onorificenza fu trasformata in Medaglia d'oro al valor militare alla memoria.

### Fonti
1. ↑  Carolei, Greganti, Modica 1968, p. 90.
2. 1 2 3 4 5 6 7  Combattenti Liberazione.
3. 1 2 3  I caduti del Carso.
4. ↑   Bollettino ufficiale delle nomine, promozioni e destinazioni negli ufficiali e sottufficiali del R. esercito italiano e nel personale dell'amministrazione militare, 1916,  p. 2163. URL consultato il 28 febbraio 2020.
5. ↑  Sito web del Quirinale: dettaglio decorato.
6. ↑  Bollettino Ufficiale 26 febbraio 1916, pagina 687.